# Pimentovník pravý
Pimentovník pravý (Pimenta dioica), česky též pimentovník lékařský, je druh rostliny z čeledi myrtovité. Je to až 20 metrů vysoký strom s tence odlupčivou borkou, jednoduchými tuhými listy a drobnými bílými květy v latovitých květenstvích. Vyskytuje se ve Střední Americe a na Karibských ostrovech. Pimentovník pravý poskytuje známé nové koření (v češtině se používá název nové koření), které bylo využíváno již v předkolumbovských časech. Ve Střední Evropě se objevilo v průběhu 17. století. Pimentovník je zdrojem vonného oleje používaného v parfumerii. Dřevo je velmi tvrdé. Rostlina je využívána v tradiční medicíně, lékařské studie prokázaly mj. protirakovinné účinky některých složek.

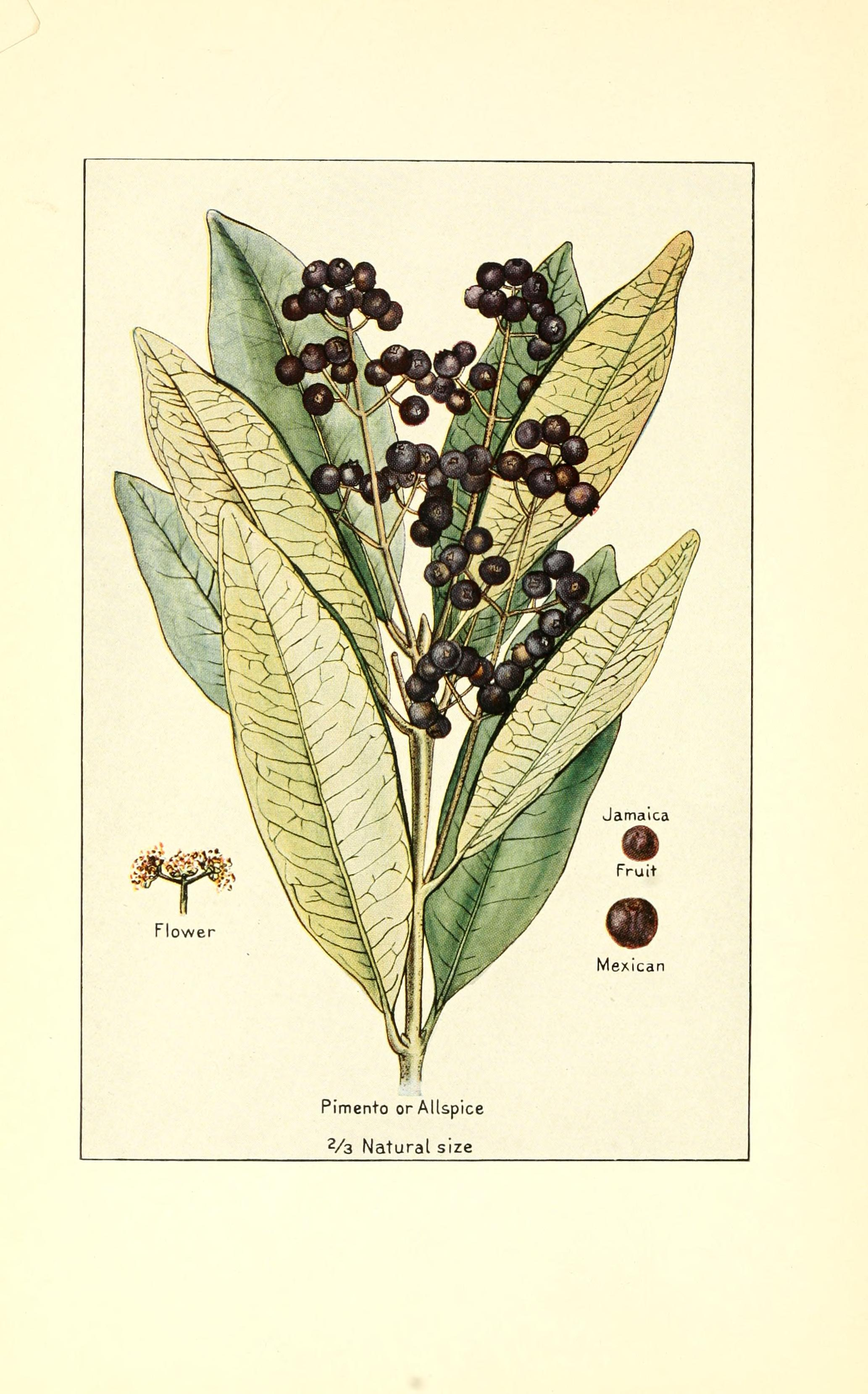
Pimentovník pravý na ilustraci

## Popis
Pimentovník pravý je silně aromatický, stálezelený, dvoudomý strom dorůstající výšky 10 až 15, výjimečně až 20 metrů a průměru kmene až 30 cm. Borka je bledě hnědá a odlupuje se v tenkých šupinách a plátech. Listy jsou jednoduché, vstřícné, celokrajné, kožovité, 9 až 20 cm dlouhé a 3 až 9 cm široké, s vejčitou nebo eliptickou, na vrcholu zpravidla špičatou čepelí. Listy jsou na ploše prosvítavě tečkované siličnými žlázkami a při rozemnutí kořenitě voní. Řapík je 1,5 až 2 cm dlouhý. Žilnatina je zpeřená, tvořená 9 až 12 páry postranních žilek. Květenstvím jsou bohaté, 6 až 12 cm dlouhé laty. Květy jsou drobné, bílé, přisedlé nebo krátce stopkaté. Jsou plně vyvinuté, avšak funkčně jednopohlavné. Kalich je tvořen 4 široce okrouhlými laloky. Koruna je složená ze 4 bílých, okrouhlých, asi 5 mm dlouhých korunních lístků a brzy opadává. Tyčinek je mnoho a jsou promíseny bílými chlupy. Květy samčích rostlin obsahují asi 100 tyčinek, zatímco květy samičích rostlin jen okolo 50. Semeník je spodní, srostlý ze 2 plodolistů a obsahuje 2 komůrky s jedním (výjimečně 2) vajíčkem. Čnělka je 4 až 5 mm dlouhá, zakončená hlavatou bliznou. Plody jsou kulovité až hruškovité, 6 až 8 mm široké, na povrchu bradavčité bobule. Obsahují 2 okrouhlá nebo ledvinovitá, zploštělá semena.

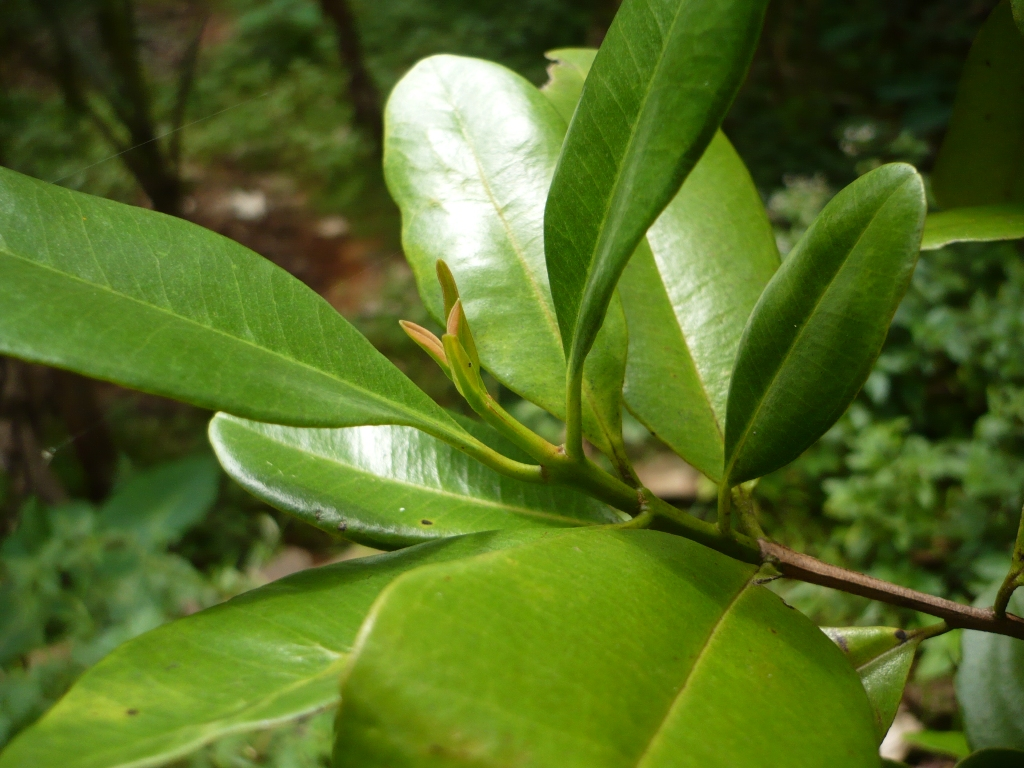
Větévka pimentovníku pravého
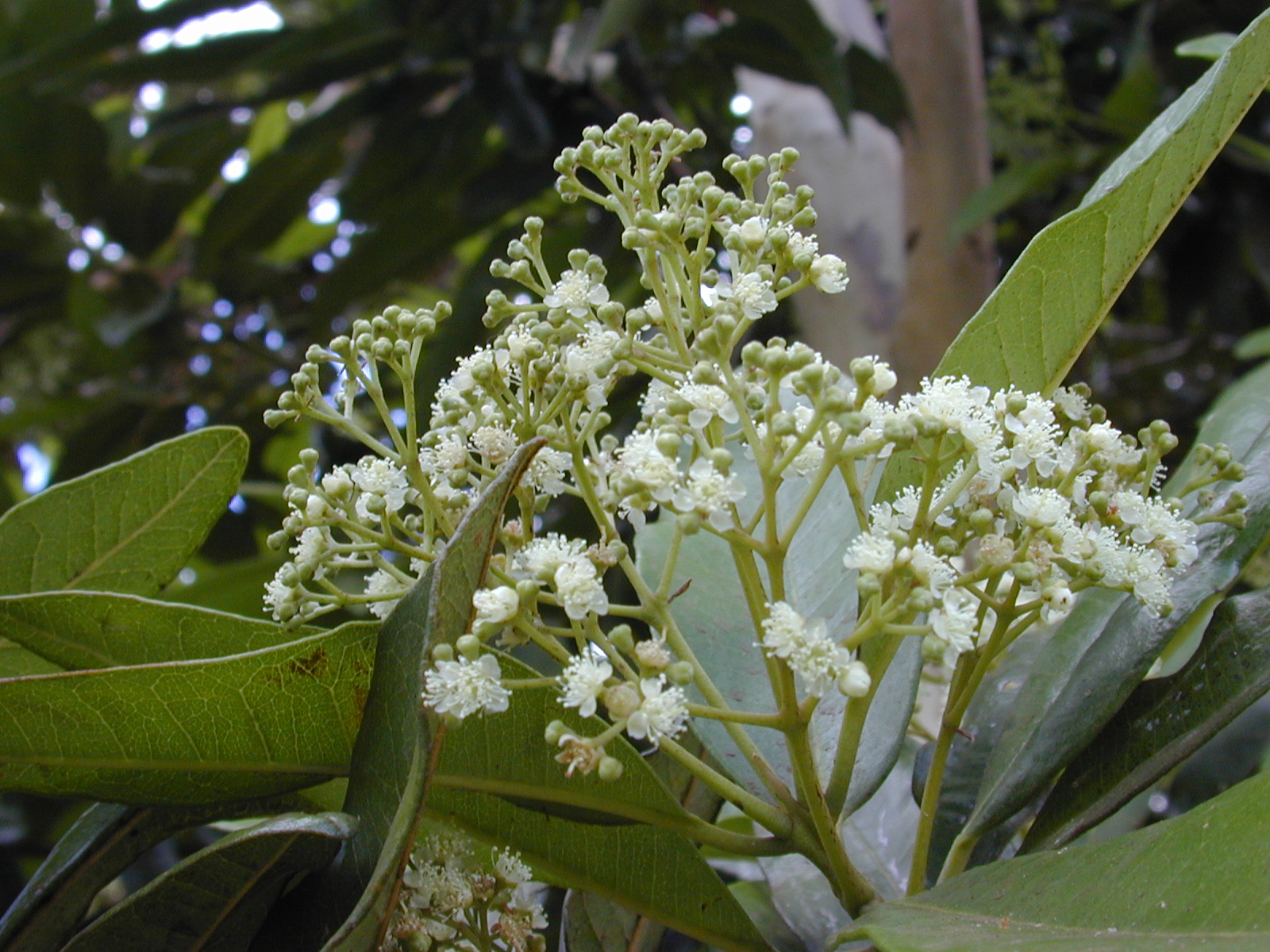
Květenství
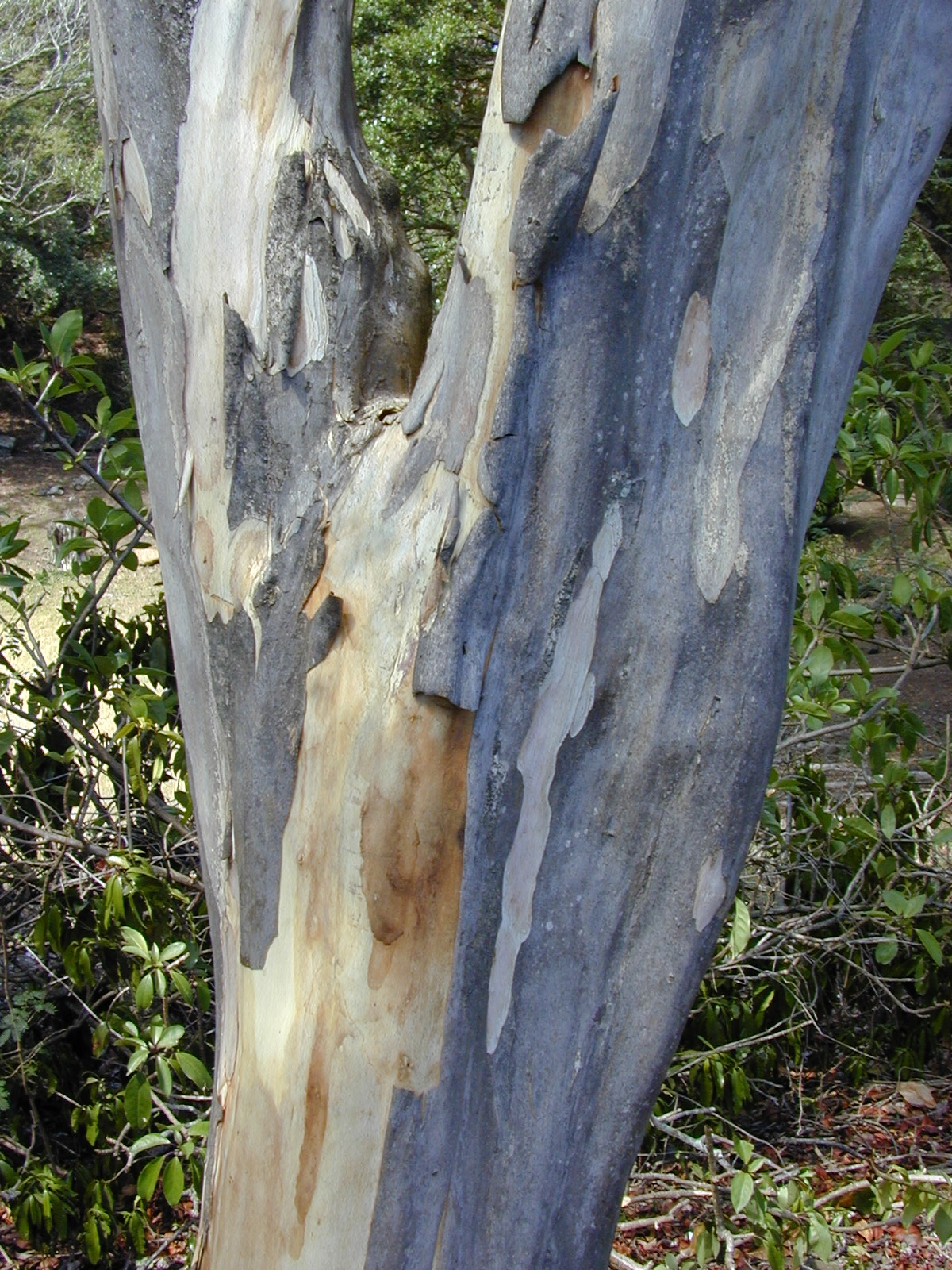
Detail borky

## Rozšíření
Pimentovník pravý roste ve Střední Americe a na Karibských ostrovech. Je domácí na Jamajce, Kubě, Hispaniole, Kajmanských ostrovech, Bahamách, jižním Mexiku a Střední Americe. Pěstuje se i v Portoriku, Malých Antilách a Panenských ostrovech.

## Taxonomie
Druh popsal již Carl Linné v roce 1759 a zařadil jej do rodu myrta pod názvem Myrtus dioica. V roce 1821 jej popsal John Lindley pod názvem Pimenta officinalis v rámci nového rodu Pimenta. Pod tímto názvem byl uváděn až do roku 1947, kdy Elmer Drew Merrill uveřejnil novou kombinaci Pimenta dioica na základě původního Linného druhového názvu.

## Význam
Pimentovník pravý poskytuje známé a běžně používané koření, prodávané pod názvem nové koření. Jsou to sušené bobule, které se sklízejí v době, kdy jsou již zralé, ale na povrchu ještě zelené. Jeho používání má dlouhou historii a plody používaly již civilizace předkolumbovské éry v Karibiku k ochucování čokolády.
S pimentovníkem se setkal na Jamajce začátkem 16. století Kryštof Kolumbus a dal mu jméno jamajský pepř. Do Evropy bylo toto koření poprvé dovezeno v 16. století. Ve Střední Evropě se objevilo poměrně pozdě, začátkem 17. století, s čímž souvisí i název nové koření. V Československu bylo ve 20. letech 20. století předmětem přepychové daně. Hlavním pěstitelem je v současné době Jamajka (asi 70 % světové produkce) a zdejší plody jsou považovány za nejkvalitnější. Dalšími významnějšími pěstiteli jsou Honduras, Guatemala, Mexiko, Brazílie a Belize. Nové koření se komerčně získává i z jiného středoamerického, blízce příbuzného druhu, Pimenta racemosa, který poskytuje o něco větší a méně vonné plody.
Dřevo je velmi tvrdé a těžké, červenavě hnědé, s jemnou strukturou, po opracování silně lesklé. Má jen lokální význam. Pimentovník pravý je řazen mezi invazní druhy.

### Použití koření
Chuť koření je ostrá, palčivá, připomíná hřebíček, skořici nebo pepř. V kuchyni se používá především v celé podobě, protože po rozemletí rychle ztrácí svou chuť i aroma. Typické je používání nového koření při nakládání zeleniny, včetně okurek, nebo při přípravě rozmanitých omáček, polévek, paštik a marinád. Hodí se též k dušenému masu, zejména hovězímu nebo zvěřině. Svou chutí dává vyniknout svařenému vínu, moštům nebo domácím likérům. V mletém stavu se přidává do sladkého pečiva, perníků, cukroví nebo pudinků.
Z plodů pimentovníku pravého naložených do rumu se na Jamajce vyrábí likér. Vonný olej z pimentovníku je využíván v parfumerii a při výrobě svíček. Extrakt z listů pimentovníku se používá k prodloužení trvanlivosti masa a jiných potravin. Z rostliny se též vyrábí pesticid na přírodní bázi.
Všechny části rostliny jsou používány v tradiční medicíně Střední Ameriky a Karibské oblasti. Plody mají význam i v tradiční indické medicíně a v evropském lidovém léčitelství. Na Jamajce se pije horký čaj s novým kořením při nachlazení, poruchách trávení a menstruačních obtížích. Klinické studie prokázaly protirakovinný účinek některých složek, zejména kvercetinu, ericifolinu a kyseliny gallové.

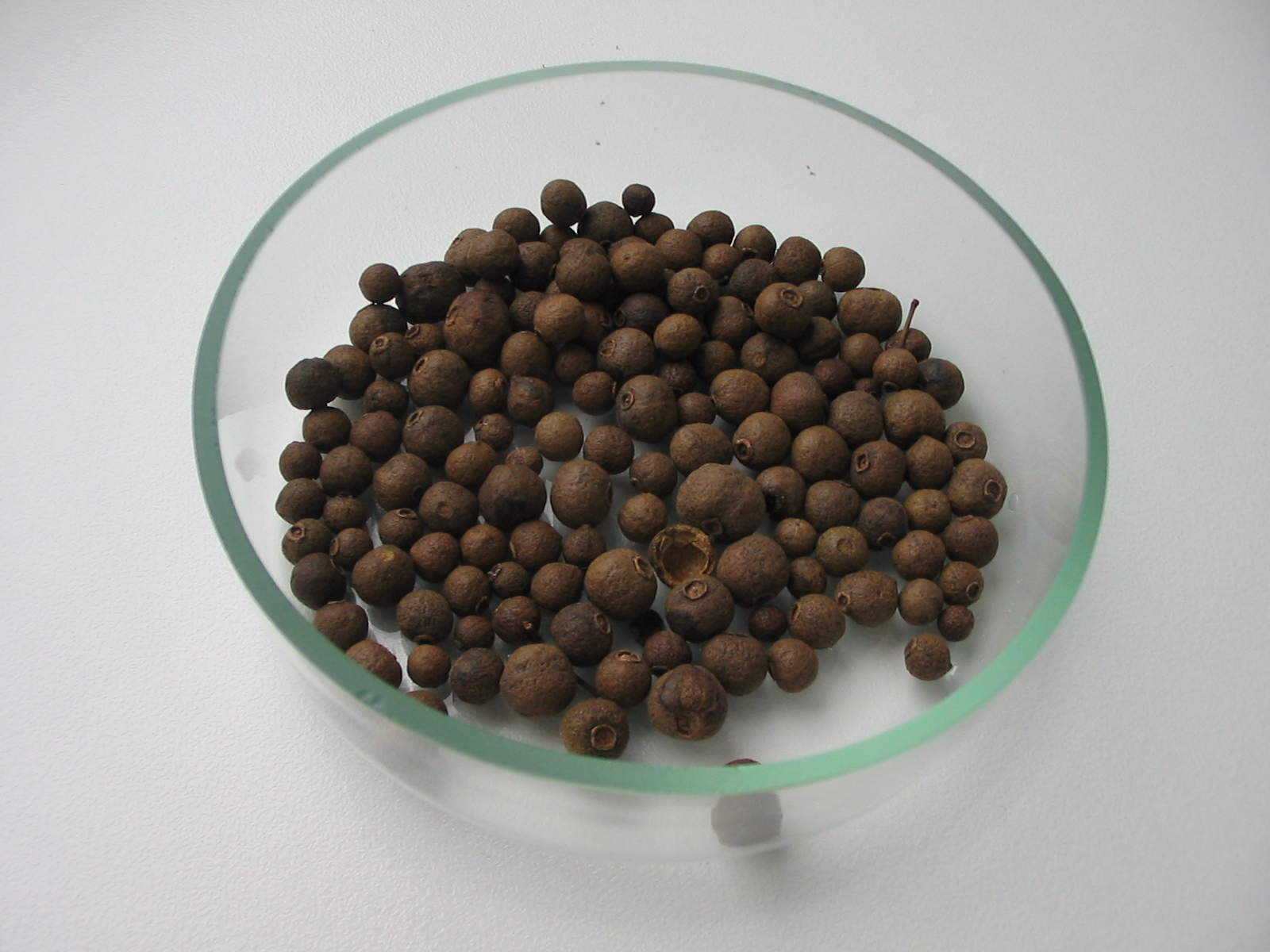
Nové koření
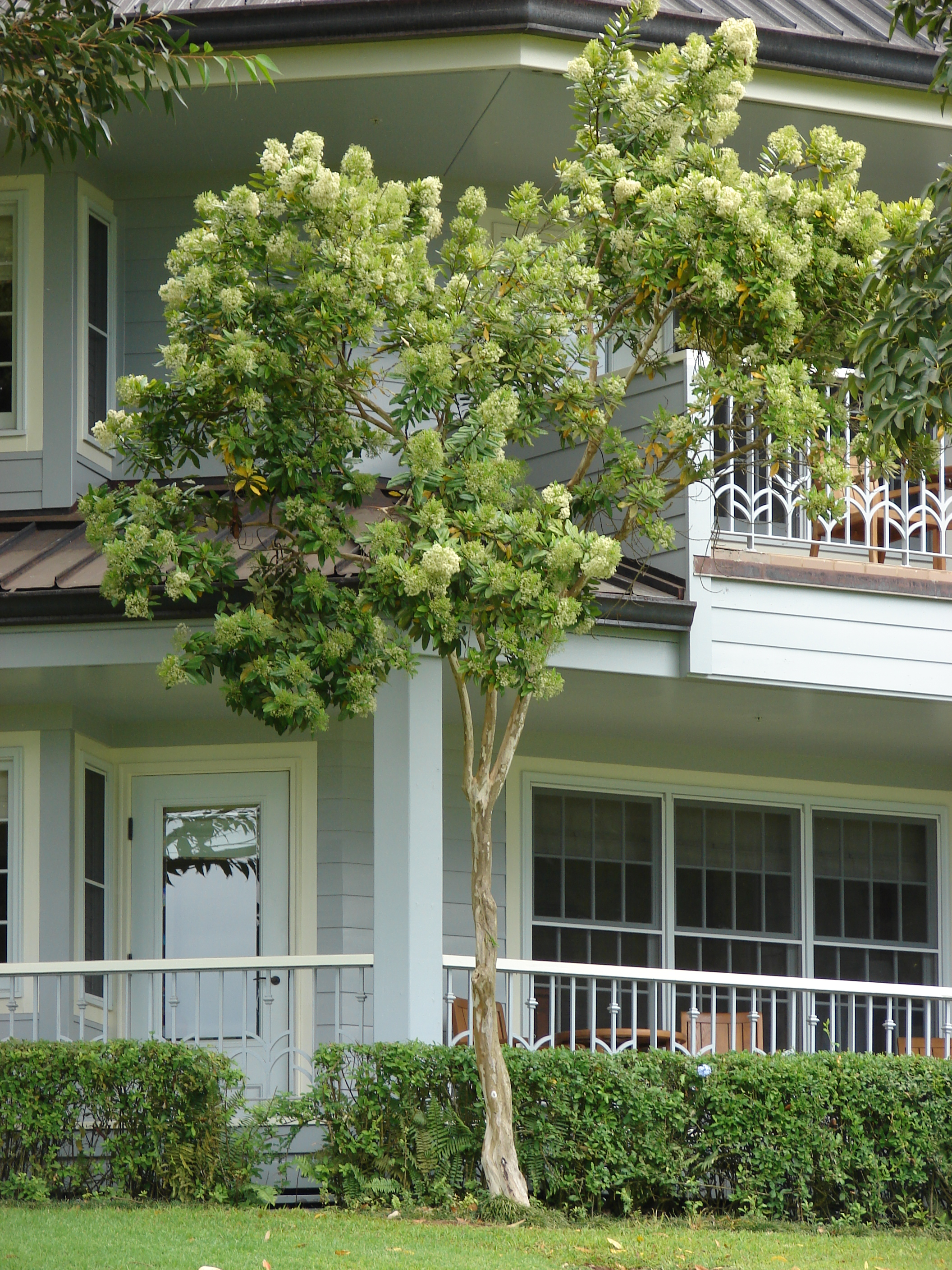
Pimentovník pravý na Havaji